# Ouanda Djallé
Ouanda Djallé (franska: Uanda Jale, Ouanda Djane, Ouanda-Djalé) är en ort i Centralafrikanska republiken.   Den ligger i prefekturen Vakaga, i den nordöstra delen av landet, 700 km nordost om huvudstaden Bangui. Ouanda Djallé ligger 611 meter över havet och antalet invånare är 2 839.
Terrängen runt Ouanda Djallé är platt åt sydväst, men åt nordost är den kuperad. Trakten runt Ouanda Djallé är nära nog obefolkad, med mindre än två invånare per kvadratkilometer..
Omgivningarna runt Ouanda Djallé är huvudsakligen savann.